# Gozdni vratar
Gozdni vratar (znanstveno ime Pyronia tithonus) je dnevni metulj iz družine pisančkov.

## Opis
Za to vrsto je značilen spolni dimorfizem. Samci imajo na zgornji strani prednjih kril temno pego, v kateri so posebne dišavne luske za proizvajanje feromona. Feromon najverjetneje izločajo za privabljanje samic, njegova kemična sestava pa ni znana.
Samice imajo na krilih običajno več temnih peg od samcev, ki so tudi razporejene po večji površini roba kril.

## Podvrste
Znani sta dve podvrsti gozdnega vratarja:
- Pyronia tithonus ssp. britanniae, (Ruggero Verity, 1915), Velika Britanija.[3]
- Pyronia tithonus ssp. tithonus, (Carl Linnaeus, 1771), osrednja in južna Evropa, razen skrajnega juga Italije ter po sredozemskih otokih, razen južne Korzike in Sardinije.[4]